# Filenchus polyhypnus
Filenchus polyhypnus är en rundmaskart. Filenchus polyhypnus ingår i släktet Filenchus, och familjen Tylenchidae. Arten är reproducerande i Sverige.